# ¡Al 7º de Línea!
¡Al 7º de Línea! es un disco de Los Cuatro Cuartos, lanzado por RCA Victor en 1966, basado en Adiós al Séptimo de Línea, la novela histórica de Jorge Inostrosa ambientada en la Guerra del Pacífico. El mismo autor fue quien escribió la letra de todas las canciones, a petición de Willy Bascuñán, quien se encargó de la música.
La canción «Los viejos estandartes» posteriormente fue adoptada como himno del Ejército de Chile en 1976. Como continuación de este álbum, Willy Bascuñán compuso Al Séptimo de Línea: Segunda edición, la nación en armas (2005).

## Lista de canciones
Todas las letras escritas por Jorge Inostrosa, toda la música compuesta por Willy Bascuñán. 
| Lado A |                               |          |  |
| N.º    | Título                        | Duración |  |
| 1.     | «Los juramentados de Atacama» |          |  |
| 2.     | «A través de la pampa»        |          |  |
| 3.     | «Romance de Leonora Latorre»  |          |  |
| 4.     | «Los chinos de Cerro Azul»    |          |  |
| 5.     | «Cazadores del desierto»      |          |  |
| 6.     | «La toma del Morro»           |          |  |

| Lado B |                                   |          |  |
| N.º    | Título                            | Duración |  |
| 1.     | «Los viejos estandartes»          |          |  |
| 2.     | «Los boteros de Iquique»          |          |  |
| 3.     | «El enganche de los puetas [sic]» |          |  |
| 4.     | «Batallones olvidados»            |          |  |
| 5.     | «La novia de mi capitán»          |          |  |
| 6.     | «Las bombachas coloradas»         |          |  |